# Пыллу
Пы́ллу (эст. Põllu) — деревня в волости Кехтна уезда Рапламаа, Эстония.

## География и описание
Расположена на расстоянии 20км к юго-востоку от уездного центра — города Рапла, и в 11 километрах к юго-востоку от волостного центра — посёлка Кехтна. Высота над уровнем моря — 66 метров.
На территории деревни расположена часть природоохранной зоны Кыннумаа.
Официальный язык — эстонский. Почтовый индекс — 79020.

## Население
По данным переписи населения 2021 года, в Пыллу насчитывалось 53 жителя, из них 52 (98,1 %) — эстонцы.
По данным переписи населения 2011 года, в деревне проживали 44 человека, из них 41 (93,2 %) — эстонцы.
Численность населения деревни Пыллу по данным переписей населения:
| Год     | 1959 | 1970 | 1979 | 1989 | 2000 | 2011 | 2021 |
| ------- | ---- | ---- | ---- | ---- | ---- | ---- | ---- |
| Человек | 95   | ↘ 63 | ↗ 73 | ↘ 54 | ↗ 71 | ↘ 41 | ↗ 53 |

## История
Населённый пункт изначально сформировался на землях бывшей скотоводческой мызы Фельдхоф (нем. Feldhof, Pöllomois). В письменных источниках 1923 года он упоминается как поселение Пыллумыйза (эст. Põllumõisa asundus). В 1939 году деревню Пыллу создали из поселений Пыллумыйза и Лелле (эст. Lelle). На территории последней до земельной реформы 1919 года располагалась рыцарская мыза Лелле. В 1977 году, в период кампании по укрупнению деревень, к Пыллу присоединили деревню Лилле (эст. Lille, в народе Порикюла (эст. Poriküla)), часть деревни Сарапику (эст. Sarapiku, в 1900 году упоминается как Сарабико) и деревню Вооре (эст. Voore, до 1939 года — Хийекынну (эст. Hiiekõnnu)).

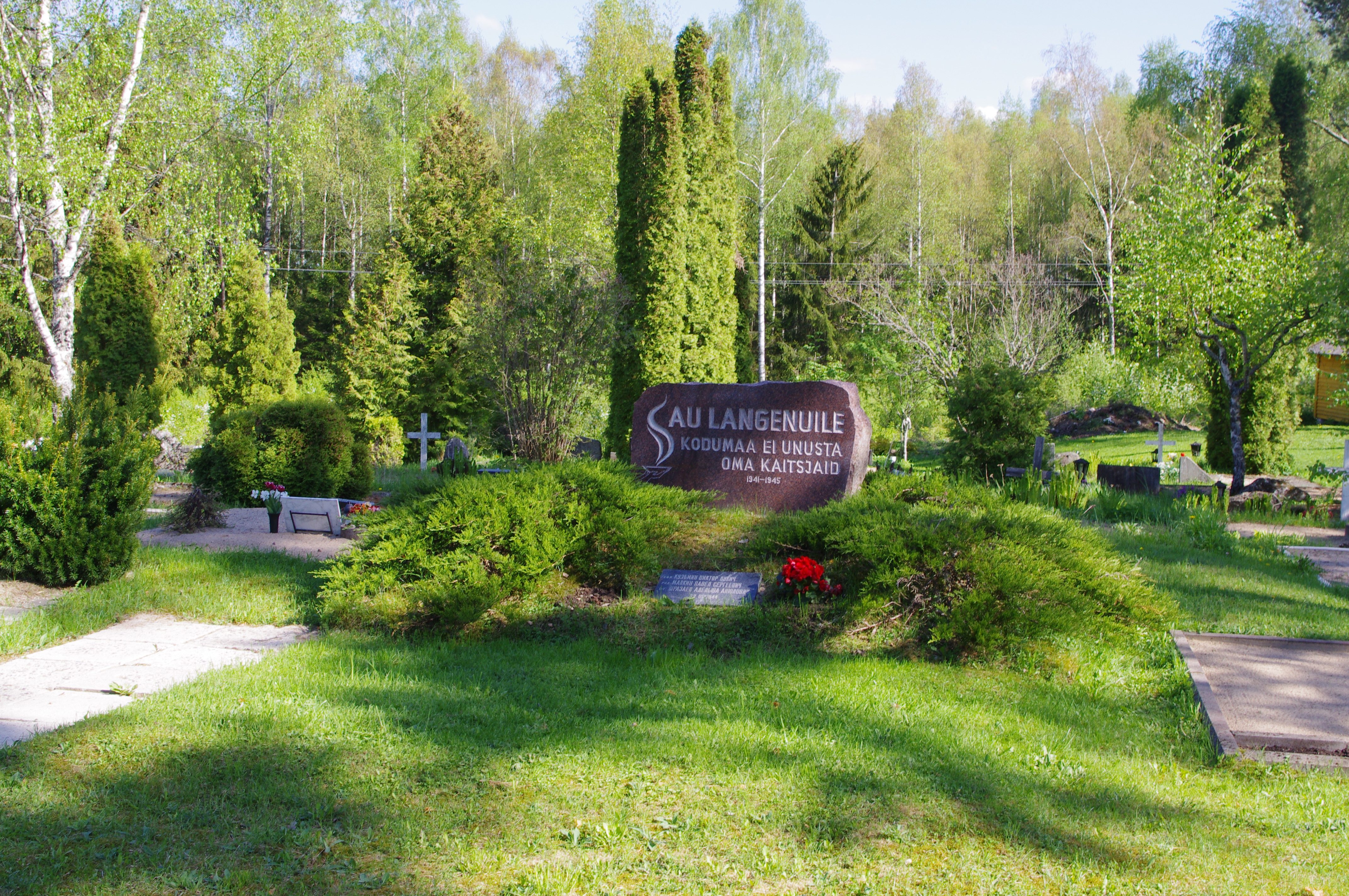
Советский памятник на братской могиле павших во II мировой войне в Пыллу. Демонтирован в 2023 году

В 1950-е годы на находящейся на территории деревни Пыллу братской могиле советских воинов, павших в Великой Отечественной войне (исторический памятник с 1997 до 2023 года), был установлен памятник с надписью «Слава героям. Родина не забывает своих защитников 1941 — 1945». В протоколе от 30 ноября 2022 года рабочая группа по советским памятникам при Госканцелярии Эстонии (РГСП) признала памятник «красным монументом», подлежащим замене на т. н. «нейтральный». Останки перезахоронению не подлежат, так как могила находится на расположенном на территории Пыллу кладбище Лелле. Известны имена трёх захороненных. Памятник был демонтирован весной 2023 года и заменён на табличку с надписью на эстонском языке «Жертвы Второй мировой войны» (см. Список советских военных памятников Эстонии).